# Evallogeophilus mexicanus
Evallogeophilus mexicanus är en mångfotingart som beskrevs av Filippo Silvestri 1918. Evallogeophilus mexicanus ingår i släktet Evallogeophilus och familjen Neogeophilidae. Inga underarter finns listade i Catalogue of Life.